# 젤라바

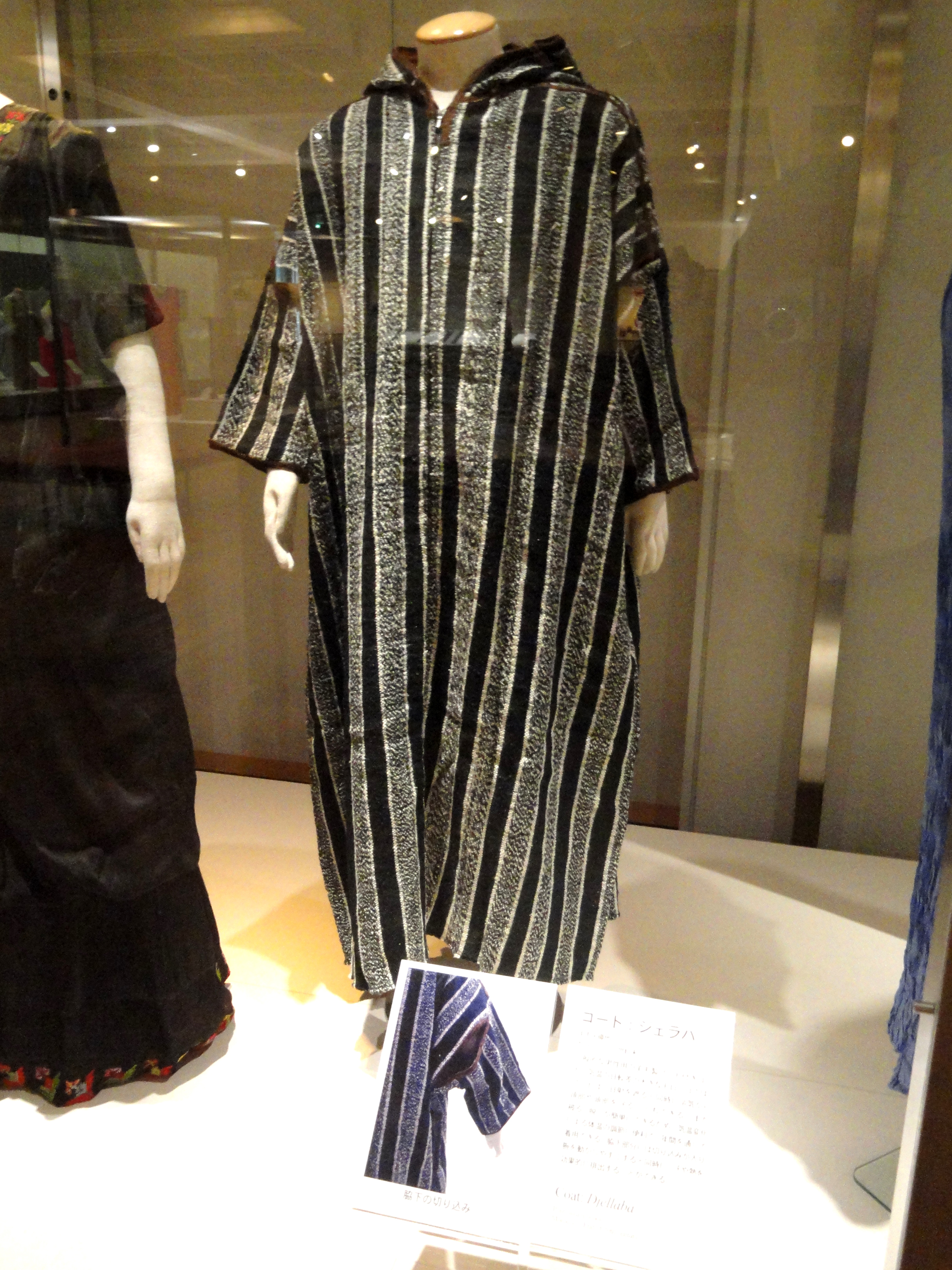
젤라바

젤라바(영어: Djellaba) 또는 질라바(영어: Jillaba, 아랍어: جلابة, 베르베르어: aselham)는 갈라베아(gallabea)로도 쓰여지며, 북아프리카 마그레브 지역에서 입는 길고 느슨한 남녀공용 로브 또는 드레스로, 일반적으로 긴 소매로 되어 있으며 뾰족한 모자가 달려 있다.
알제리 중부와 동부에서는 케샤바(qeššaba) 또는 케샤비야(qeššabiya)라고 부르며 모로코의 산지에 사람들은 바르바리 스타일인 타젤라비트(tadjellabit)라고 부른다.

## 어원
젤라바(djellaba)라는 단어는 아랍어 jallāba에서 파생된 프랑스어로, 상인 또는 수입업체를 의미하는 jallāb에서 유래한 jallābīya(원래는 "상인이 입는 옷"을 의미)의 변형이며 궁극적으로는 가져오다, 끌어들이다, 가져오다 또는 수입하는 것을 의미하는 jalaba에서 유래했다.
네덜란드의 동양학자인 라인하르트 도지는 젤라바가 원래 "젤라브(djellab)의 의복", 즉 노예상인의 의복이었을 것이라는 이론을 제기했지만, 프랑스의 동양학자 William Marçais는 젤라바가 드레이프가 달린 옷을 뜻하는 고대 아랍어의 단어 'djilbab'의 변형이라고 주장하며 이에 반박했다. 하지만 젤라바는 드레이프가 아닌 꿰맨 옷이다. 그는 오만에서는 길라브(gillab)라는 형태가 여성용 면사포(베일)를 의미한다고 주장했다. 첫 번째 b 가 사라지는 일은 마그레브와 오만에서도 동일하게 일어났을 것이다. 케샤비야(qeššabiya)의 경우, Georges Séraphin Colin은 이 이름에서 아드라르 고원에서 셔츠를 의미하는 gosaba 형태로 보존되었을 것으로 보이는 라틴어 gausapa가 변형된 것으로 보고있다.

## 개요

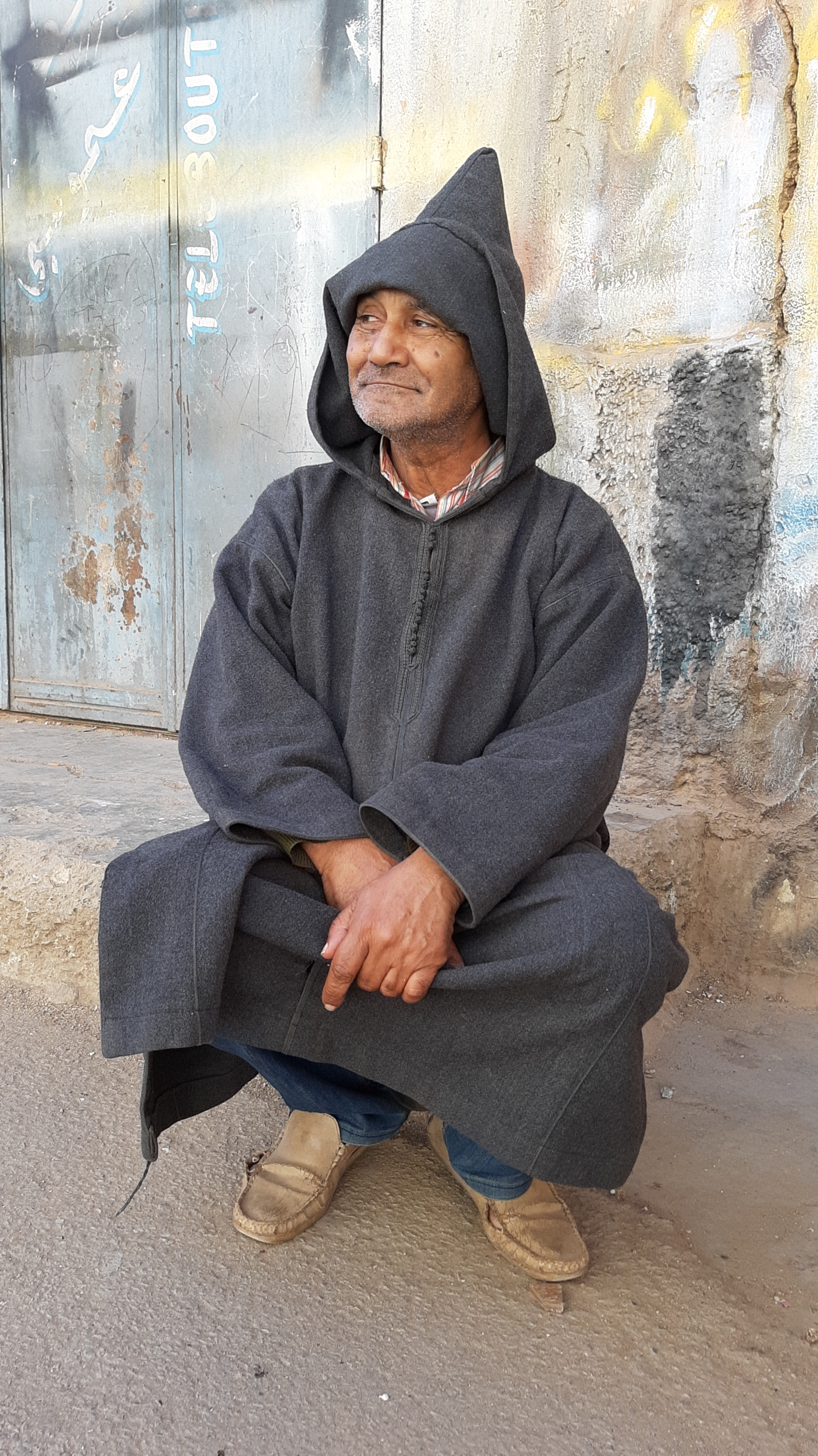
뾰족한 후드가 달린 젤라바를 입은 모로코 남성

전통적으로 젤라바는 모양과 색상이 다른 양모로 만들어지지만, 최근에는 가벼운 면으로 만든 젤라바가 인기를 끌고 있다. 아틀라스산맥의 이밀칠족 등의 베르베르족 또는 이마지겐족의 경우, 젤라바의 색상은 전통적으로 그 사람의 결혼 상태(미혼 또는 기혼)를 나타내며 짙은 갈색 젤라바는 독신 상태를 의미한다.
전통적으로 젤라바의 길이는 땅까지 내려오지만 가벼운 젤라바는 다소 가늘고 짧다. 남자들은 종종 밝은 색의 젤라바를 착용하는데, 때로는 종교적 행사나 결혼식 때 전통적인 아랍식 붉은 페즈 모자와 부드러운 노란색 바부슈 스타일의 슬리퍼(발가)를 같이 신는다.
남성용이든 여성용이든 거의 모든 젤라바에는 뒤쪽이 뾰족하게 솟아 있는 쿠브(qob, 아랍어: قب)라는 헐렁한 후드가 달려 있다. 후드는 햇빛을 막아주기 때문에 남성과 여성 모두에게 중요한데, 예전에는 강한 사막 바람에 모래가 얼굴에 날아오는 것을 막는 방어수단으로 사용되기도 했다. 모로코의 산악 지대와 같이 추운 기후에서는 겨울 모자와 같은 기능을 하여, 머리를 통한 열 손실을 막고 얼굴을 눈과 비로부터 보호해준다. 일반적으로 따뜻한 날씨에는 널찍한 후드를 빵이나 식료품 봉지 등을 넣을 수 있는 주머니로 사용한다.
전통적인 젤라바는 대체로 두 가지 종류의 소재로 만들어지는데, 여름에는 면으로 만들고, 겨울에는 굵은 양모로 만든다. 양모는 주로 주변 산지의 양으로부터 얻으며 젤라바용 단추는 모로코 북쪽에 위치한 마을인 바릴(Bhalil)에서 만든다.